# Съмър Уел (фестивал)
„Съмър Уел“ (Summer Well Festival) е международен музикален фестивал, провеждан всяка година, с изключение на 2020 г., през втория уикенд на август в Двореца „Щирбей“ в Буфтя, Румъния, окръг Илфов, на 20 km северозападно от центъра на Букурещ.
Първото издание на фестивала се провежда през 2011 г. През 2016 г. е номиниран за Европейските фестивални награди (European Festival Awards) в категорията „Най-добър средно голям фестивал“ (между 10 000 и 40 000 участници). Според проучване на IRES от същата година „Съмър Уел“ е третият най-популярен фестивал в страната.
Сред хедлайнерите на фестивала през годините са били Arctic Monkeys, The XX, The Chemical Brothers, Bastille, Years & Years, Florence and the Machine, Yungblud, Placebo, Suede, Fоаls, Kasabian, Nothing But Thieves, Woodkid, Jungle, и много други.
Фестивалът се провежда на няколко сцени и към 2024 г. заема обща площ от 25 хектара, в голямата си част гора.

## Издания (2011 - 2022)

### 2011
Първото издание на фестивала се провежда на 13 и 14 август 2011 г. Участват 10 групи. Хедлайнери на изданието са Interpol и Plan B. 

### 2012
Hurts и The Stone Roses оглавяват афиша на второто издание на фестивала. Той е открит на 11 август, но приключва преждевременно – вторият фестивал ден е отменен поради лошо време и наводняване на сцената.

### 2013
Третото издание се провежда на 10 и 11 август 2013 г. Сред артистите, които излизат на сцената, са The XX, Suede, The Vaccines. В близост до сцените са изградени зони за отдих и са разположени заведения за хранене и зони за най-различни занимания (вътрешни и открити) с програми, различни от музика.

### 2014
Четвъртото издание на фестивала влиза в историята като първият напълно разпродаден фестивал за алтернативна музика в Румъния. Placebo, Bastille, The National, Джон Нюман, Том Одел, Майлс Кейн и The 1975 са сред групите и артистите, които свирят в Буфтя в двата фестивални дни – 9 и 10 август.

### 2015
Петото издание на „Съмър Уел“ се провежда на 8 и 9 август 2015 г. Списъкът с изпълнители е оглавен от Kasabian, Foals, La Roux, The Wombats, Jungle.

### 2016
The Chemical Brothers, The 1975, Hurts, Years & Years, Neighborhood са хедлайнери на шестото издание на „Съмър Уел“. То се провежда на 13 и 14 август 2016 г.

### 2017
Седмото издание се провежда между 11 и 13 август 2017 г. и довежда в Буфтя Interpol, Editors, Birdy, Glass Animals, Nothing But Thieves и др. Първият ден от фестивала, 11 юни, е открит с нощен пикник, когато Букурещкият симфоничен оркестър се качва на сцената и изпълнява песни от артистите, които публиката ще види на фестивалната сцена на 12 и 13 август. 

### 2018
Букурещкият симфоничен оркестър свири в откриващия ден и на следващото издание на фестивала през 2018 г., а афишът включва имената на Justice, Bastille, The Kooks, Kodaline, Cigarettes After Sex, Sofi Tukker и много други. За първи път на територията му е разположена къмпинг зона и нова сцена (Red Bull Music Stage). Към дейностите от минали години са добавени няколко нови: симулатор „Тур дьо Франс“, оптични илюзии, кино на открито и др.

### 2019
Деветото издание на фестивала се провежда между 9 и 11 август 2019 г. Сред големите имена в програмата отново са The National, The 1975, Jungle и др. Изборът от странични дейности и изживявания за посетителите на фестивала става още по-голям с най-различни семинари, работилници, игри, арт изложби, добавена реалност и други артистични проекти .

### 2020
Десетото издание на фестивала е отложено поради пандемията, а закупените билети остават валидни за следващата година.

### 2021
Десетото издание на фестивала, обявен като The Limited Edition, се провежда в четири дни от 12 до 15 август. Въпреки че първоначално достъпът до фестивала е ограничен до хора, представили сертификат за ваксиниране с пълната схема, впоследствие е решено да се разреши достъпа и на хора, които представят скорошен PCR тест (максимум 72 часа) или антигенен тест (максимум 24 часа). Фестивалният афиш включва имената на Woodkid, Balthazar, Modeselektor, L'Imperatrice, Lola Marsh, Fatoumata Diawara и местни изпълнители.

### 2022
Единадесетото издание на „Съмър Уел“ се провежда между 12 и 14 август 2022 г. на 4 сцени , на които свирят повече от 30 изпълнители. Фестивалът е обявен за разпродаден на 2 юли 2022 г. – повече от месец преди събитието. Според организаторите броят на присъствалите е бил над 80 хил. души.
Британската група Arctic Monkeys прави своя дебют на фестивала, докато групи като Nothing But Thieves, Future Islands, Jungle се завръщат в Букурещ.

## 2023
Изданието на фестивала за 2023 г. се провежда между 11 до 13 август. Florence + The Machine, Röyksopp, Yungblud, Saint Levant, Yellow Days и Biig Piig са сред големите имена в музикалната програма. Изграден е нов мост над голямото езеро в парка на Щирбей.